# Spassk-Dal'nij
Spassk-Dal'nij (anche solo Spassk) è una città della Russia, situata nel Territorio del Litorale, poco distante dal lago Chanka e dal confine con la Cina, e a circa 250 km da Vladivostok e capoluogo dello Spasskij rajon.
Al 1886 risale la fondazione di un villaggio (Spasskoe) che nel 1917 cambiò nome, prendendo quello attuale. Lo sviluppo della cittadina è legato all'industria cementiera, anche se Spassk è anche un discreto mercato dei prodotti della ricca regione agricola circostante (Prichankajskaja). 
| 1939   | 1959   | 1979   | 1989   | 2002   | 2007   |
| ------ | ------ | ------ | ------ | ------ | ------ |
| 23 300 | 39 600 | 53 200 | 60 060 | 51 691 | 49 196 |